# Schlotthof

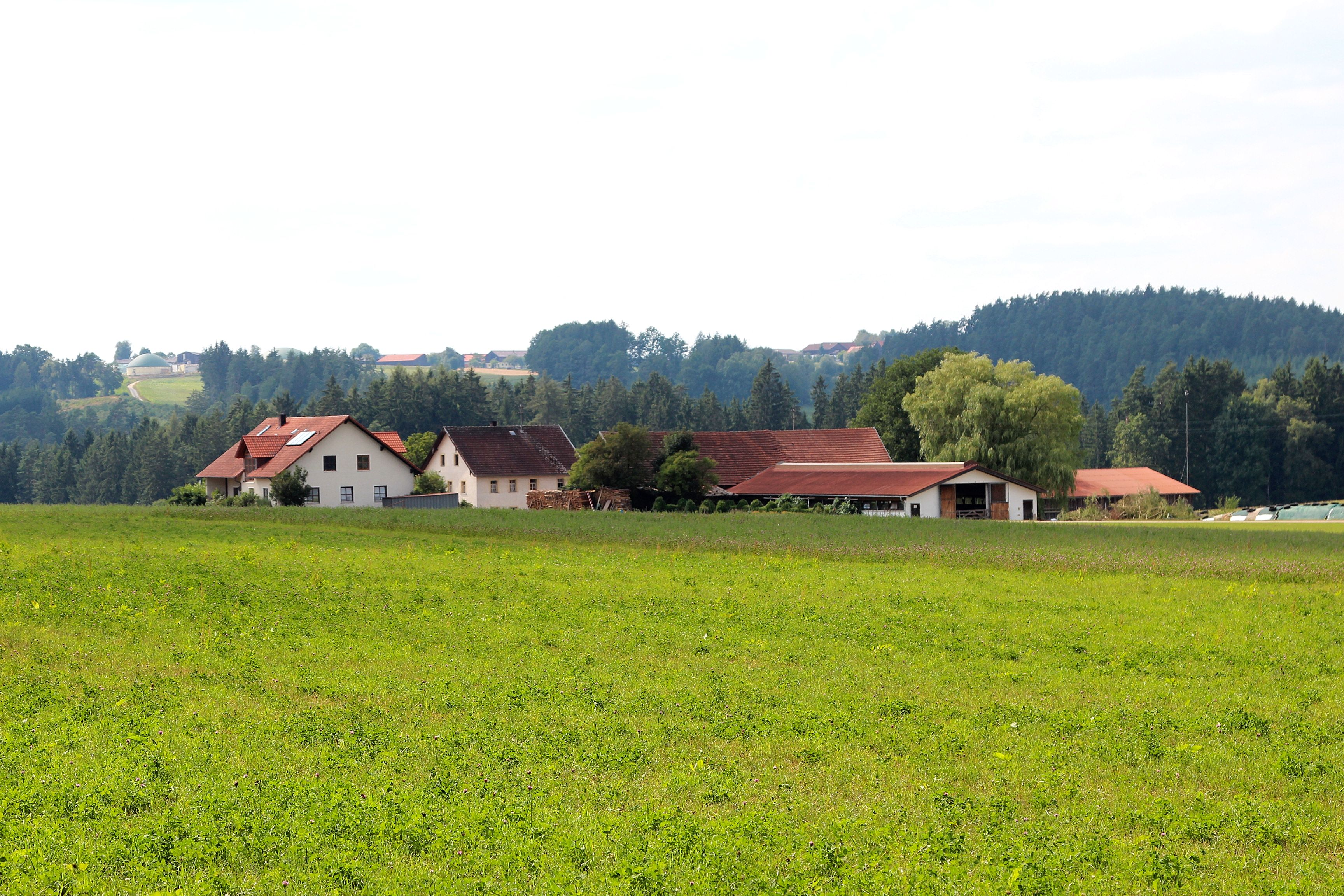
Schlotthof (2013)

Schlotthof ist ein Ortsteil der Gemeinde Niedermurach im Oberpfälzer Landkreis Schwandorf in Bayern.

## Geographische Lage
Schlotthof liegt ungefähr einen Kilometer nördlich der Staatsstraße 2159 und etwa eineinhalb Kilometer westlich von Niedermurach.

## Geschichte
Zum Stichtag 23. März 1913 (Osterfest) war Schlotthof Teil der Pfarrei Niedermurach und hatte ein Haus und 5 Einwohner.
Rottendorf bildete 1969 zusammen mit Enzelsberg, Holmbrunn, Ödhöfling, Reichertsmühle, Schlotthof und Voggendorf
die Gemeinde Rottendorf mit insgesamt 268 Einwohnern und 1167,25 ha Fläche.
Am 31. Dezember 1990 hatte Schlotthof 5 Einwohner und gehörte zur Pfarrei Niedermurach.